# AK Syrena Meluzyna
AK Syrena Meluzyna – projekt samochodu, który miał być kontynuacją samochodu marki Syrena produkowanego w XX wieku. 
Projekt był rozwijany przez kanadyjską firmę AK Motor International Corporation. Samochód miał być produkowany i rozwijany w zakładach FSO S.A. na podstawie umowy ratyfikowanej 11 stycznia 2015 pomiędzy FSO a AK Motor Polska. Syrena miała być produkowana w dwóch wersjach jako AK Syrena Meluzyna i AK Syrena Ligea. Logo Ligea’i zaprojektował Paweł Panczakiewicz, który jest spokrewniony ze Stanisławem Panczakiewiczem, projektantem oryginalnej Syreny. Meluzyna miała być samochodem miejskim w stylu retro w kilku wariantach, od podstawowego modelu Meluzyny L z 3- lub 4-cylindrowym silnikiem o pojemności do 1,5 l. Długość 4062 mm, rozstaw kół 1530 mm, rozmiar 225/50 R17. Następny model miał mieć silnik 2 litrowy. Mocniejszy silnik 2,5–3 litrowy i napędem na obie osie miał być w następnej odmianie Meluzyny. W wersji „S” Turbo miał być silnik 3 litrowy z turbodoładowaniem (wersja ekskluzywna) i planowaną produkcją na terenie dawnych Zakładów Samochodów Dostawczych w Nysie. Planowane było także stworzenie modelu hybrydowego.